# Dikasterium für die Evangelisierung
Das Dikasterium für die Evangelisierung (lateinisch Dicasterium pro Evangelizatione) ist eine Zentralbehörde der römischen Kurie und koordiniert die missionarische Tätigkeit der römisch-katholischen Kirche.

## Geschichte
Das Dikasterium geht auf die Congregatio de Propaganda Fide („Kongregation für die Verbreitung des Glaubens“) zurück, die Papst Gregor XV. 1622 vor allem mit dem Ziel gegründet hatte, dem Einflussverlust durch den sich ausbreitenden Protestantismus entgegenzuwirken. Nach dem Ende des Dreißigjährigen Kriegs bot sich in Europa mit dem neu hergestellten Gleichgewicht der beiden christlichen Kirchen zwar nur sehr begrenzt die Möglichkeit zur Missionierung, dafür eröffneten die Entdeckungen in Amerika, Afrika und Asien ein weites Betätigungsfeld für katholische Missionare.
Im Rahmen der von Papst Paul VI. 1967 durchgeführten Kurienreform erhielt sie den Namen Kongregation für die Evangelisierung der Völker.
Mit Inkrafttreten der Apostolischen Konstitution Praedicate Evangelium am 5. Juni 2022 wurde sie unter der Bezeichnung „Dikasterium für die Evangelisierung“ (“Dicastero per l’Evangelizzazione”) mit dem Päpstlichen Rat zur Förderung der Neuevangelisierung zusammengelegt. Den Vorsitz des Dikasteriums übernahm der Papst selbst, die beiden Sektionen werden jeweils von Pro-Präfekten geleitet.

## Gliederung
Das Dikasterium besteht aus zwei Sektionen: Die erste für die grundlegenden Fragen der Evangelisierung in der Welt und der zweiten für die Erstevangelisierung und die neuen Teilkirchen.
Ferner gehört die Päpstliche Universität Urbaniana zum Dikasterium. Sie widmet sich schwerpunktmäßig der Missionsausbildung von Priestern. Die eigene Druckerei Polyglotta kümmert sich um die Herstellung missionarischer Schriften in den Sprachen der zu missionierenden Völker.
Das Dikasterium für die Evangelisierung zeichnet im Rahmen des Komitees für die Päpstlichen Missionswerke auch verantwortlich für die Leitung und Koordinierung der vier päpstlichen Missionswerke Päpstliches Werk der Glaubensverbreitung, Werk des Heiligen Apostels Petrus, Kindermissionswerk und Missionsunion. Im Vordergrund steht dabei die Förderung des Bewusstseins für Mission und Weltkirche sowie die finanzielle Sicherung der Missionsaufgaben.
Am 1. August 2022 (bekannt gemacht am 17. März 2023) hat der Papst entschieden, dass die Abteilung für die Erstevangelisierung und die neuen Teilkirchen über zwei beigeordnete Sekretäre verfügt, von denen eine als Präsident der Päpstlichen Missionsgesellschaften für die Verwaltung der für die missionarische Zusammenarbeit bestimmten wirtschaftlichen Subventionen und deren gerechte Verteilung verantwortlich, der zweite als Direktor des Sonderbüros des Dikasteriums tätig wird, das für die Verwaltung des für die Missionen bestimmten Vermögens zuständig ist.

## Mitglieder
Nach der Neuordnung der Kurienbehörden im Jahr 2022 und der Errichtung der Struktur des Dikasteriums mit zwei Sektionen unter der Leitung zweier Pro-Präfekten ernannte Papst Franziskus im April 2023 erstmals neue Mitglieder und Konsultoren mit Zuordnung zu einer konkreten Sektion.

### Mitglieder der Sektion für die grundlegenden Fragen der Evangelisierung in der Welt
- Luis Antonio Kardinal Tagle, Pro-Präfekt des Dikasteriums für die Evangelisierung, Sektion für die Erstevangelisierung und die neuen Teilkirchen
- José Tolentino Kardinal Calaça de Mendonça, Präfekt des Dikasteriums für die Kultur und die Bildung
- Kevin Kardinal Farrell, Präfekt des Dikasteriums für Laien, Familie und Leben
- Lazarus Kardinal You Heung-sik, Präfekt des Dikasteriums für den Klerus
- Josip Kardinal Bozanić, emeritierter Erzbischof von Zagreb (Kroatien)
- Francisco Kardinal Robles Ortega, Erzbischof von Guadalajara (Mexiko)
- Odilo Pedro Kardinal Scherer, Erzbischof von São Paulo (Brasilien)
- Timothy Kardinal Dolan, Erzbischof von New York (Vereinigte Staaten)
- Matteo Kardinal Zuppi, Erzbischof von Bologna (Italien)
- Filipe Kardinal do Rosário Ferrão, Erzbischof von Goa und Daman (Indien)
- Claudio Kardinal Gugerotti, Präfekt des Dikasteriums für die orientalischen Kirchen
- Víctor Manuel Kardinal Fernández, Präfekt des Dikasteriums für die Glaubenslehre[5]
- Vicente Kardinal Bokalic Iglic CM (seit 2025)[6]
- Leo Cushley, Erzbischof von Saint Andrews und Edinburgh (Großbritannien)
- Benoît Comlan Messan Alowonou, Bischof von Kpalimé (Togo)
- Eugene Robert Sylva, Bischofsvikar für besondere Projekte und die Kathedrale des Bistums Paterson (Vereinigte Staaten)
- Maria Eliane Azevedo da Silva, Generaloberin der Missionarinnen vom Heiligen Herzen Jesu
- Paolo Ruffini, Präfekt des Dikasteriums für die Kommunikation
- Moysés Louro de Azevedo Filho, Gründer und Generalmoderator der Katholischen Gemeinschaft Schalom
- Marta Cartabia, ehemalige Präsidentin des italienischen Verfassungsgerichts
- María Ascensión Romero Antón, Mitglied des Internationalen Verantwortlichen-Teams des Neokatechumenalen Wegs (Spanien)

### Mitglieder der Sektion für die Erstevangelisierung und die neuen Teilkirchen
- Claudio Kardinal Gugerotti, Präfekt des Dikasteriums für die orientalischen Kirchen[5]
- Víctor Manuel Kardinal Fernández, Präfekt des Dikasteriums für die Glaubenslehre[5]
- Protase Kardinal Rugambwa, Erzbischof von Tabora[5]
- Emil Paul Kardinal Tscherrig, emeritierter Apostolischer Nuntius (seit 2024)[7]
- Domenico Battaglia (seit 2025)[6]
- Andrés Gabriel Ferrada Moreira, Kurienerzbischof (seit 2024)[7]
- Ferruccio Brambillasca, Generaloberer des Päpstlichen Instituts für die auswärtigen Missionen PIME[8]
- Luis Ignacio Rois Alonso OMI, Generaloberer der Oblaten der Unbefleckten Jungfrau Maria[8]
- Anthony Chantry MHM, Nationaldirektor von Missio in England und Wales[8]
- Mary Teresa Barron NDA, Generaloberin der Schwestern Unserer Lieben Frau von den Aposteln[8]
- Leo Boccardi, Erzbischof und emeritierter Diplomat des Heiligen Stuhls (seit 2025)[9]

## Präfekten

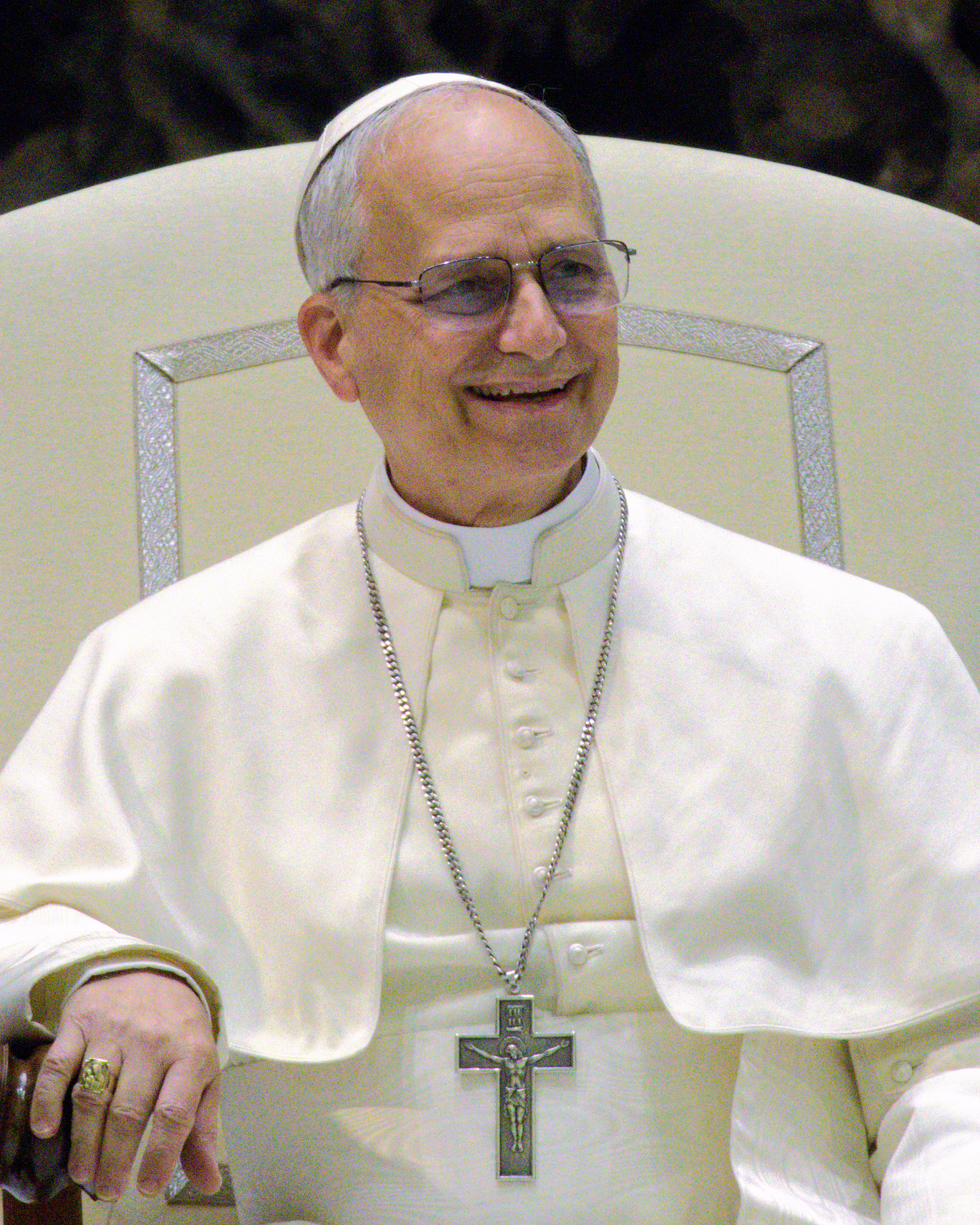
Papst Leo XIV. ist ex officio der amtierende Präfekt des Dikasteriums für die Evangelisierung

Folgende Personen waren Präfekten der Congregatio de Propaganda Fide, der Kongregation bzw. des Dikasteriums für die Evangelisierung der Völker:
- Antonio Maria Kardinal Sauli (1622)
- Ludovico Kardinal Ludovisi (1622–1632)
- Antonio Kardinal Barberini (1632–1645)
- Paluzzo Kardinal Paluzzi Altieri degli Albertoni (1671–1698)
- Carlo Kardinal Barberini (1698–1704)
- Giuseppe Kardinal Sacripanti (1704–1727)
- Vincenzo Kardinal Petra (1727–1747)
- Silvio Kardinal Valenti Gonzaga (1747–1756)
- Giuseppe Kardinal Spinelli (1756–1763)
- Giuseppe Maria Kardinal Castelli (1763–1780)
- Leonardo Kardinal Antonelli (1780–1784)
- Hyacinthe-Sigismond Kardinal Gerdil CRSP (1795–1798)
- Stefano Kardinal Borgia (Pro-Präfekt 1798–1800, Präfekt 1802–1804)
- Antonio Kardinal Dugnani (1804–1805)
- Michele Kardinal Di Pietro (1805–1814)
- Lorenzo Kardinal Litta (1814–1818)
- Francesco Kardinal Fontana CRSP (1818–1822)
- Ercole Kardinal Consalvi (Pro-Präfekt 1822–1823, Präfekt 1824)
- Giulio Maria Kardinal della Somaglia (Pro-Präfekt 1824–1826)
- Bartolomeo Alberto Kardinal Cappellari (1826–1831)
- Carlo Maria Kardinal Pedicini (1831–1834)
- Giacomo Filippo Kardinal Fransoni (1834–1856)
- Alessandro Kardinal Barnabò (1856–1874)
- Alessandro Kardinal Franchi (1874–1878)
- Giovanni Kardinal Simeoni (1878–1892)
- Mieczysław Jan Kardinal Halka-Ledóchowski (1892–1902)
- Girolamo Maria Gotti OCD (1902–1916)
- Domenico Kardinal Serafini OSB (Pro-Präfekt 1916, Präfekt 1916–1918)
- Wilhelmus Marinus Kardinal van Rossum CSsR (1918–1932)
- Pietro Kardinal Fumasoni Biondi (1933–1958)
- Samuel Kardinal Stritch (Pro-Präfekt 1958)
- Grégoire-Pierre Kardinal Agagianian (Pro-Präfekt 1958–1960, Präfekt 1960–1970)
- Agnelo Kardinal Rossi (1970–1984)
- Dermot Ryan (Pro-Präfekt 1984–1985)
- Jozef Kardinal Tomko (Pro-Präfekt 1985, Präfekt 1985–2001)
- Crescenzio Kardinal Sepe (2001–2006)
- Ivan Kardinal Dias (2006–2011)
- Fernando Kardinal Filoni (2011–2019)
- Luis Antonio Kardinal Tagle (2019–2022)[10][11]
- Papst Franziskus (2022–2025; ex officio)[12]
- Papst Leo XIV. (seit 2025; ex officio)

## Pro-Präfekten
- Luis Antonio Kardinal Tagle (seit 2022)[11]
- Rino Fisichella (seit 2022)

## Sekretäre
- Federico Baldeschi Colonna (1668–1673)
- Pietro Luigi Carafa (1717–1724)
  - Domenico Silvio Passionei (1720–1721) (Pro-Sekretär)
- Bartolomeo Ruspoli (1724–1728)
- Stefano Borgia (1770–1789)
- Antonio Felice Zondadari (1789–1795)
- Cesare Brancadoro (1797–1800)
- Antonio Felice Zondadari (1795–1801)
- Carlo Maria Pedicini (1816–1823)
- Pietro Caprano (1823–1829)
- Gaetano Bedini (1856–1861)
- Annibale Capalti (1861–1868)
- Ignazio Masotti (1879–1882)
- Domenico Maria Jacobini (1882–1891)
- Ignazio Persico OFMCap (1891–1893)
- Agostino Ciasca OESA (1892–1893) (Pro-Sekretär)
- Andrea Aiuti (1891–1893)
- Agostino Ciasca OESA (1893–1902)
- Camillo Laurenti (1911–1921)
- Pietro Fumasoni Biondi (1921–1922)
- Francesco Marchetti Selvaggiani (1922–1930)
- Carlo Salotti (1930–1935)
- Celso Benigno Luigi Costantini (1935–1953)
- Filippo Bernardini (1953–1954)
- Pietro Sigismondi (1954–1967)
- Sergio Pignedoli (1967–1973)
- Bernardin Gantin (1973–1975)
- Duraisamy Simon Lourdusamy (1973–1985)
- José Sánchez (1985–1991)
- Josip Uhač (1991–1998)
- Marcello Zago OMI (1998–2001)
- Robert Sarah (2001–2010)
- Savio Hon Tai-Fai (2010–2017)
- Protase Rugambwa (2017–2023; ab 2022 für die Sektion für die Erstevangelisierung und die neuen Teilkirchen)
- Fortunatus Nwachukwu (seit 2023)